# Foameix-Ornel
Foameix-Ornel – miejscowość i gmina we Francji, w regionie Grand Est, w departamencie Moza.
Według danych na rok 1990 gminę zamieszkiwało 195 osób, a gęstość zaludnienia wynosiła 18 osób/km² (wśród 2335 gmin Lotaryngii Foameix-Ornel plasuje się na 850. miejscu pod względem liczby ludności, natomiast pod względem powierzchni na miejscu 547.).